# CITグループ
CITグループは、アメリカ合衆国の企業グループ。主に金融業務を中心。日本では、ノンバンク系の消費者金融会社という紹介もなされることがあるが、消費者向け金融は30以上の業種において展開する一部門である。リース分野でも大型機械や航空機リース部門では、業界大手に数えられている。

## 概要
1908年にCommercial Credit and Investment Companyとしてセントルイスにて創業、1915年にはCommercial Investment Trust（CIT）へと改名すると同時に本社をニューヨークへ移転した。現在では世界50ヶ国に拠点を設けている。このほか日本の例では、2008年に東京リースと業務提携を行うといった企業間連携は枚挙にいとまがなく、巨大な企業群形成の原動力となっている。

## 経営不安
2000年代後半には800億ドル以上とされる資産運用を行っていたが、創立100年目の2008年にはリーマン・ショックに代表される金融危機に直面して急速に財政が悪化。2009年7月には、S&P500種指数の対象からも外されるなど厳しい評価を受けている。11月1日に連邦倒産法第11章の適用を申請し破綻した。